# Geodena discinota
Geodena discinota är en fjärilsart som beskrevs av W. Warren 1899. Geodena discinota ingår i släktet Geodena och familjen mätare. Inga underarter finns listade i Catalogue of Life.